# アリュートル人
アリュートル人（アリュートルじん、Alyutors、ロシア語: Алюторцы)はロシアのカムチャツカ半島とチュコート半島に住んでいた先住民族。アリュートル語を話す。かつてはコリヤーク人の下位群とされていた。現在はほとんどがコリヤーク管区に住む。現在の正確な人口は不明だが、約2000 - 3000人がロシアに住むと言われる 。

## 言語
アリュートル人はチュクチ・カムチャツカ語族に属するアリュートル語を話すが、今でも話す事の出来るアリュートル人は全体の1割にも満たない。今日、ロシアの研究者の多くはアリュートル語を単一言語であると見做しているが、コリャーク語の方言として捉えられる事も未だに多い。

## 歴史
アリュートル人はロシアのカムチャツカ半島の植民地化に関する記述では初期に現れる。1697年、ロシアのコサックがアリュートル人に徴税を課し、続く数年間の抵抗にあった事が記されている。1751年の蜂起が鎮圧されて以降は、アリュートル人の人口は激減した。加えて彼らはトナカイの頭を徴収していたチュクチからの攻撃も頻繁に受けていた。18世紀末にはアリュートル人は隔絶されたため、天然痘の流行による影響は皆無であった。この隔離は彼らの伝統的な生活様式を保つのに一役買ったのである。
伝統的にアリュートル人はトナカイの飼育や釣り、狩猟等に従事していた。彼らの集落は視界が良く川べりにある標高の上がった場所にあった。垂直な壁を有する3から5家族用の八角形の地中住宅が彼らの19世紀までの住居の形であった。1950年代から1970年代にかけてアリュートル人の子供は学校に下宿し始めたため、アリュートル語やアリュートル文化の継承が難しくなっている。ソビエト連邦時代のアリュートル人は教師や医者、地質学者、動物園技術者等の職業に従事していた。
今日、アリュートルの伝統、文化、芸術は環境破壊によるトナカイの個体数減少によって危機に曝されている。